# Wimbledon Open 1981
Die Wimbledon Open 1981 im Badminton fanden vom 1. bis zum 7. November 1981 in London statt.

## Finalresultate
| Disziplin    | Sieger                        | Finalist                   | Ergebnis          |
| ------------ | ----------------------------- | -------------------------- | ----------------- |
| Herreneinzel | Paul Whetnall                 | Don Burden                 | 15–4, 15–8        |
| Dameneinzel  | Helen Troke                   | Karen Bridge               | 11–5, 11–7        |
| Herrendoppel | Duncan Bridge Martin Dew      | Nigel Tier Nicky Goode     | 12–15, 15–3, 15–3 |
| Damendoppel  | Barbara Beckett Gillian Clark | Mary Leeves Sara Leeves    | 15–12, 15–6       |
| Mixed        | Martin Dew Linda Gardner      | Duncan Bridge Karen Bridge | 15–8, 15–8        |